# Ronde van Spanje 2007/Twaalfde etappe
De twaalfde etappe van de Ronde van Spanje 2007 vond plaats op 13 september 2007 en voerde van Algemesí naar Hellín in het zuiden van de provincie Albacete. De etappe was 171 kilometer lang. Er waren twee tussensprints en geen beklimmingen.

## Verslag
Zonder de leider in het bergklassement Leonardo Piepoli, die niet van start ging wegens persoonlijke omstandigheden, vertrok het peloton vanuit Algemesí. Na ongeveer 13 kilometer vormde zich een kopgroep, bestaande uit Davide Rebellin, Philippe Gilbert, Sébastien Minard en Joeri Krivtsov. De vier werden achtervolgd door José Ruiz Sánchez, die na 25 kilometer kon aansluiten. Het vijftal had op dat moment 3'32" voorsprong. Het peloton werd aangevoerd door renners van Team Milram, die de voorsprong niet verder lieten oplopen. Later zou Rabobank de renners van Milram helpen om de achterstand te verkleinen.
Ruiz Sánchez kon na 140 kilometer zijn medevluchters niet meer volgen en werd kort daarna ingelopen door het peloton, dat nog een achterstand had van 1'40". Op 6 kilometer voor de finish werden Krivtsov en Minard bijgehaald en kort daarna Gilbert en Rebellin. Ploeggenoten Paolo Bettini en Tom Boonen probeerden drie kilometer voor de meet tevergeefs weg te komen. In de eindsprint won Alessandro Petacchi zijn tweede etappe op rij, voor Daniele Bennati en Aljaksandr Oesaw.

### Tussensprints
- Eerste tussensprint in Ontinyent, na 51 km: Philippe Gilbert
- Tweede tussensprint in Caudete, na 94 km: Philippe Gilbert

### Beklimmingen
Er waren geen beklimmingen.

### Opgaves
- De Italiaan Leonardo Piepoli van Saunier Duval ging wegens privé-omstandigheden niet van start.
- De Spanjaard Egoi Martínez van Discovery Channel verscheen eveneens niet aan de start van de etappe, nadat hij in de elfde etappe ten val was gekomen.
- De Fransman Cyrille Monnerais van La Française des Jeux staakte de strijd na 68 kilometer.
- De Fransman Rony Martias van Bouygues Télécom hield de koers na 104 kilometer voor gezien.

## Uitslag
| rang | renner              | land        | ploeg                 | tijd      |
| ---- | ------------------- | ----------- | --------------------- | --------- |
| 1    | Alessandro Petacchi | Italië      | Team Milram           | 3u 41'01" |
| 2    | Daniele Bennati     | Italië      | Lampre-Fondital       | z.t.      |
| 3    | Aljaksandr Oesaw    | Wit-Rusland | Ag2r Prévoyance       | z.t.      |
| 4    | Davide Viganò       | Italië      | Quick·Step-Innergetic | z.t.      |
| 5    | Aurélien Clerc      | Zwitserland | Bouygues Télécom      | z.t.      |
| 6    | Magnus Bäckstedt    | Zweden      | Liquigas              | z.t.      |
| 7    | Samuel Sánchez      | Spanje      | Euskaltel-Euskadi     | z.t.      |
| 8    | Stefan Schumacher   | Duitsland   | Team Gerolsteiner     | z.t.      |
| 9    | Allan Davis         | Australië   | Discovery Channel     | z.t.      |
| 10   | André Greipel       | Duitsland   | T-Mobile Team         | z.t.      |

## Klassementen

### Algemeen klassement
| rang | renner            | land      | ploeg                 | tijd       |
| ---- | ----------------- | --------- | --------------------- | ---------- |
| 1    | Denis Mensjov     | Rusland   | Rabobank              | 48u 08'26" |
| 2    | Vladimir Jefimkin | Rusland   | Caisse d'Epargne      | op 2'01"   |
| 3    | Cadel Evans       | Australië | Predictor-Lotto       | op 2'27"   |
| 4    | Carlos Sastre     | Spanje    | Team CSC              | op 3'02"   |
| 5    | Ezequiel Mosquera | Spanje    | Karpin-Galicia        | op 4'35"   |
| 6    | Samuel Sánchez    | Spanje    | Euskaltel-Euskadi     | op 4'42"   |
| 7    | Vladimir Karpets  | Rusland   | Caisse d'Epargne      | op 5'49"   |
| 8    | Manuel Beltrán    | Spanje    | Liquigas              | op 5'56"   |
| 9    | Stijn Devolder    | België    | Discovery Channel     | op 6'28"   |
| 10   | Carlos Barredo    | Spanje    | Quick·Step-Innergetic | op 6'39"   |

### Puntenklassement
| rang | renner              | land    | ploeg                 | punten |
| ---- | ------------------- | ------- | --------------------- | ------ |
| 1    | Paolo Bettini       | Italië  | Quick·Step-Innergetic | 101    |
| 2    | Alessandro Petacchi | Italië  | Team Milram           | 76     |
| 3    | Denis Mensjov       | Rusland | Rabobank              | 76     |

### Bergklassement
| rang | renner            | land    | ploeg             | punten |
| ---- | ----------------- | ------- | ----------------- | ------ |
| 1    | Denis Mensjov     | Rusland | Rabobank          | 71     |
| 2    | Serafín Martínez  | Spanje  | Karpin-Galicia    | 70     |
| 3    | Jurgen Van Goolen | België  | Discovery Channel | 61     |

### Combinatieklassement
| rang | renner            | land      | ploeg            | punten |
| ---- | ----------------- | --------- | ---------------- | ------ |
| 1    | Denis Mensjov     | Rusland   | Rabobank         | 5      |
| 2    | Vladimir Jefimkin | Rusland   | Caisse d'Epargne | 18     |
| 3    | Cadel Evans       | Australië | Predictor-Lotto  | 18     |

### Ploegenklassement
| rang | ploeg             | land   | tijd        |
| ---- | ----------------- | ------ | ----------- |
| 1    | Caisse d'Epargne  | Spanje | 144u 43'21" |
| 2    | Predictor-Lotto   | België | op 7'55"    |
| 3    | Euskaltel-Euskadi | Spanje | op 8'58"    |

1e etappe ·
2e etappe ·
3e etappe ·
4e etappe ·
5e etappe ·
6e etappe ·
7e etappe ·
8e etappe ·
9e etappe ·
10e etappe ·
11e etappe ·
12e etappe ·
13e etappe ·
14e etappe ·
15e etappe ·
16e etappe ·
17e etappe ·
18e etappe ·
19e etappe ·
20e etappe ·
21e etappe

Startlijst · Eindstanden · Afbeeldingen